# Storytelling (Rap)
Storytelling (dt. Geschichten erzählen) ist ein Subgenre des Rap.
Der Begriff steht für jede Art von erzählendem Rap und entstand, um diesen Teilbereich von anderen abzuheben, insbesondere vom Battle-Rap. In den Anfängen des deutschen Hip-Hop gab es überwiegend Storytelling. Als sich später andere Sparten herausentwickelten, wurde der Begriff des Storytelling immer populärer.
Storytelling beschäftigt sich häufig mit Lebenserfahrung, Gesellschaftskritik, aber auch philosophischen und politischen Themen, aber auch mit Sex, Drogenhandel und „Gangstertum“, wobei hier der Übergang zum Gangsta-Rap mitunter fließend ist. Storytelling kann selbst-reflektierend sein, aber auch Erfahrungen anderer wiedergeben. Auch muss ein auf Storytelling basierender Text nicht zwingend komplett wahr sein, er muss eigentlich nicht einmal den Ansatz einer wahren Begebenheit enthalten. Prägend für das Storytelling sind auch Übertreibungen, um das Erlebte für den Zuhörer interessanter zu gestalten.